# Cheryl Holdridge
Cheryl Holdridge właśc. Cheryl Lynn Phelps (ur. 20 czerwca 1944 r. w Nowym Orleanie, zm. 6 stycznia 2009 r. w Santa Monica) – amerykańska aktorka.

## Filmy
- 2000: Flintstonowie: Niech żyje Rock Vegas! (The Flintstones in Viva Rock Vegas) jako Genevieve

## Seriale
- 1964-1972: Ożeniłem się z czarownicą (Bewitched) jako Liza Randall
- 1963-1965: Mr. Novak jako Betty
- 1962-1964: The Eleventh Hour jako Judy Gormley
- 1961-1966: The Dick Van Dyke Show jako Joan Delroy
- 1960-1972: My Three Sons jako Judy Doucette / Juliet Johnson
- 1959-1963: Hawaiian Eye jako Mary Anne Sayer
- 1958-1966: The Donna Reed Show jako Pat Walker
- 1958-1963: The Riflemanjako Sally Walker
- 1957-1965: Wagon Train jako Annabelle
- 1957-1963: Leave It to Beaver jako Julie Foster (1960-1963)
- 1954-1990: Disneyland jako ona sama
- 1952-1966: The Adventures of Ozzie & Harriet jako Joyce Maynard